# Крушение парома «Эстония»
Круше́ние паро́ма «Эсто́ния» — морская катастрофа, произошедшая ночью 28 сентября 1994 года в Балтийском море. Паром «Эстония», следовавший рейсом из Таллина в Стокгольм, затонул на середине пути. На борту судна находились 803 пассажира и 186 членов экипажа. Спасены 138 человек, погибли и пропали без вести 852 человека; обнаружены тела 95 погибших. Основная часть погибших оказалась заперта во внутренних помещениях парома из-за качки, сильного крена и быстрого затопления судна. От первого поданного на пароме сигнала тревоги до полного погружения судна в море прошло 28 минут. Глубина на месте затопления парома составляет 70—80 метров.
Согласно выводам Международной комиссии по расследованию крушения парома «Эстония», причинами катастрофы послужили несовершенство конструкции парома, повышенная скорость судна и штормовая погода, в результате которых произошёл отрыв носового визора и последовавшее за этим быстрое заполнение судна забортной водой. 15 февраля 2024 года Госпрокуратура Эстонии сообщила, что Швеция не будет начинать новое расследование, так как в деле не выявлено новых обстоятельств, которые давали бы основания подозревать совершение преступления.
Катастрофа парома «Эстония» является кораблекрушением с самым большим числом жертв в Балтийском море в мирное время (2019).
Паром «Эстония» — единственное в мире судно, охраняемое законом о покое погибших, и его крушение — единственный случай, расследование которого без официального разрешения считается преступлением (2019). 23 февраля 1995 года был заключён международный договор между Эстонией, Финляндией и Швецией, согласно которому паром «Эстония» не будет подниматься со дна моря и оба государства будут расценивать как преступление погружение третьих лиц на место крушения или другие действия с целью извлечения жертв кораблекрушения или имущества из останков судна или с морского дна.
По мнению руководителя целевого учреждения «Mare Liberum», бывшего председателя комиссии по расследованию гибели парома «Эстония» и бывшего госпрокурора Эстонии Маргуса Курма, закон не запрещает погружения с исследовательскими целями, поэтому в сентябре 2021 года была осуществлена организованная родственниками погибших экспедиция к месту гибели парома с целью составить перечень полученных судном повреждений, а также исследовать автомобильную палубу и окрестности места крушения.

## Паром
Паром был построен в 1979 году в ФРГ на судоверфи «Meyer Werft» в Папенбурге для финской компании «Viking Line», зарегистрирован 29 июня 1980 года и получил название «Viking Sally». Он курсировал между Турку, Мариехамном и Стокгольмом. В 1986 году его продали компании «Silja Line» и переименовали в «Silja Star», оставив на прежнем маршруте. В 1991 году паромом стала управлять компания «Wasa Line», которая находилась в собственности «Silja Line», и паром под именем «Wasa King» стал курсировать между Вааса и Умео. В январе 1993 года для обеспечения морского сообщения между Таллином и Стокгольмом паром приобрела шведско-эстонская компания «EstLine» и переименовала его в «Estonia». Первый рейс по маршруту Таллин—Стокгольм состоялся 1 февраля 1993 года.
Характеристики парома: длина — 155,43 м; ширина — 24,21 м; осадка — 5,55 м; валовая вместимость — 15,598 т; максимальная скорость — 21 узел; пассажировместимость — 2000 чел.; мест для транспортных средств — 460.
Согласно рапорту международной следственной комиссии от 1997 года, к моменту выхода из Таллина 27 сентября 1994 года паром был в мореходном состоянии и полностью укомплектован экипажем.

## Хронология кораблекрушения
27 сентября 1994 года
- 19:15 (UTC +2) — паром «Эстония» покинул 10-й пирс В-терминала Таллинского порта, ветер южный, скорость ветра — 8-10 метров в секунду, местами дождь. Из-за размещения груза на судне и ветра у парома возник лёгкий крен на правый борт. На судне 803 пассажира и 186 членов экипажа. Паром должен был прибыть в Стокгольм утром следующего дня, в 9 часов. Дано штормовое предупреждение[14];
- 20:00—22:30 — рейс шёл в обычном режиме. Все четыре главных двигателя парома работали на полном ходу. После выхода в открытое море условия рейса стали более сложными, постепенно усилились килевая и бортовая качка судна, из-за чего у части пассажиров началась морская болезнь[14][15]. Каюты были заполнены людьми, так как в горизонтальном положении качка переносится легче, а на верхнем этаже в местах развлечений находилось не так много людей, как обычно[16]. Дул юго-западный ветер со скоростью 15—20 метров в секунду, высота волны достигала 3—4 метров. Скорость парома составляла 19 узлов[17];
- 22:30 — вахтенный матрос начал предусмотренный его трудовыми обязанностями контрольный обход судна продолжительностью 25-30 минут. Обход шёл с капитанского мостика на 7-ю палубу, где находились каюты членов экипажа, затем на 8-ю палубу, где располагались комнаты отдыха, оттуда на автомобильную палубу, затем через 1-ю палубу на 0-ю палубу. Матрос нашёл, что всё в порядке. После его возвращения на капитанский мостик туда же прибыл капитан парома Арво Андрессон со сменным помощником; через 5-10 минут они ушли[18];
- 23:00 — паром «Эстония» догнал идущий параллельным курсом паром «Мариэлла» и обошёл его[19]. Скорость парома составляла 17 узлов[17].

28 сентября 1994 года
- 00:00 — паром «Эстония» прошёл устье Финского залива и достиг середины Балтийского моря. Погодные условия ухудшались, скорость судна была снижена до 15 узлов[20][17];
- 00:25 — после смены курса в точке поворота условия судоходства стали более сложными из-за волн слева высотой 4—8 метров, которые увеличили продольную и поперечную качку, что в свою очередь вызвало сильные волны, ударявшие в носовую часть корабля[21][22];
- 00:30 — вахтенный матрос Сильвер Линде (Silver Linde, спасён) начал совершать второй контрольный обход судна. Под действием качки он чуть не упал[18]. Были запущены уменьшающие качку стабилизаторы[20];
- 00:55 — матрос Линде услышал сильный звук со стороны носовой части судна, хорошо отличимый от других звуков: как будто два массивных объекта столкнулись с огромной силой. Это сопровождалось сильным вертикальным движением парома, нос судна задрался высоко вверх, и Линде упал. Линде сообщил о звуке по рации на капитанский мостик, откуда второй вахтенный матрос послал его на автомобильную палубу узнать, в чём дело. Линде обошёл автомобильную палубу и сообщил, что на вид всё в порядке, визор и рампа закрыты[18];
- 01:00 — капитан Андрессон вернулся на капитанский мостик[23];
- 01:05 — другие члены экипажа тоже услышали металлические стуки. Сигнальные огни носового визора рампы показывали, что их замки закрыты. Треск корпуса корабля, постукивание и звук скручивания металла вызвали беспокойство у пассажиров, многие не могли заснуть[15][24];
- 01:15 — находившийся в контрольном машинном отделении третий механик Маргус Треу (Margus Treu, спасён) услышал два сильных удара по корпусу парома и увидел на мониторе, как по краям носовой рампы вода поступает внутрь корабля[20]. Стали разрушаться запорные механизмы поворотного визора, 55-тонный визор открылся, повис на концах креплений и затем упал в море. Он увлёк за собой аппарель, и автомобильную палубу начала заливать вода[25];
- 01:17 — появился крен на правый борт 10—15 градусов, при этом паром шёл вперёд на всех четырёх главных двигателях и с двумя работающими генераторами[20]. Часть пассажиров выбежала из кают, многие были в нижнем белье; возникла паника[26];
- 01:20 — слабый женский голос сообщил по внутреннему радио на эстонском языке: «Тревога, тревога, на корабле тревога!» (эст. „Häire, häire, laeval on häire!“). На шведском и английском языках сообщений не было[27];
- 01:21 — были поданы сигналы бедствия команде и спасательным шлюпкам[20];
- 01:22 — второй помощник капитана парома «Эстония» Торми Айнсалу (Tormi Ainsalu, погиб) послал в радиоэфир первый сигнал бедствия Mayday[28], но из-за перебоев в подаче электричества не смог сообщить координаты судна[22][29]. 
В ночь катастрофы в море на линии Финляндия — Швеция находились ещё четыре больших пассажирских парома: «Мариэлла» и «Силья Европа», двигавшиеся в западном направлении, и «Изабелла» (Isabella) и «Силья Симфони» (Silja Simphony), которые шли на восток; пассажирский паром «FINNJET» был на пути из Финляндии в Германию. Когда сигнал бедствия услышали на пароме «Силья Симфони», там включили магнитофон для записи радиопереговоров[28];
  - Mayday парома «Эстония» на YouTube
- 01:23 — третьему помощнику капитана «Эстонии» Андресу Таммесу (Andres Tammes, погиб) удалось отослать координаты корабля паромам «Мариэлла» и «Силья Европа»[23]. Крен увеличился, из-за чего многие люди не смогли выйти из внутренних помещений. Эвакуацию также усложнила конструкция парома: большинство коридоров и лестниц имели ширину всего 1,2 метра. Одни пассажиры упали, затруднив движение другим, другие просто стояли на месте, также мешая движению; третьи за что-то держались и не двигались, словно были парализованы и не могли понять, что происходит. Таким образом, уже вначале некоторые пассажиры вели себя пассивно, хотя шанс спастись у них ещё был[30][31];
- 01:24 — паром «Эстония» подал второй сигнал бедствия. Таммес сообщил парому «Силья Европа», что судно накренилось на 20—40 градусов[23][32];
- 01:25 — из-за сильного крена остановились машины левого борта. Капитан попытался развернуть паром кормой к волне, чтобы морская вода не заливала судно через открытый носовой люк[32];
- 01:26 — второй помощник капитана сообщил координаты парома и произнёс: «Теперь всё действительно плохо. Сейчас здесь действительно плохо» (эст. „Nüüd on tõesti halvasti. See on nüüd siin tõesti halvasti“)[33]. После этого связь с паромом «Эстония» пропала[32]. Паромы «Мариэлла» и «Силья Европа» связались с Центром спасения на водах, сообщили о случившемся другим находившимся поблизости судам и повернули в сторону происшествия[34]. Из-за крена на пароме «Эстония» стало очень трудно передвигаться. Позже специалисты подсчитали, что у пассажиров, покинувших каюты во время первого сильного крена, было около 10—20 минут времени, чтобы успеть выйти на палубу. Большинство людей, однако, не вышли из кают сразу, а позже это стало невозможным, так как крен достиг величин до 90 градусов[22];
- 01:30 — вода поступила на каютные палубы, правая часть капитанского мостика очутилась под водой. Продолжалось быстрое затопление судна. Упало давление масла, главные машины судна остановились, заработал аварийный генератор. В рабочем состоянии осталось только аварийное освещение[35]. Крен составлял 40—45 градусов[20];
- 01:35 — паром лёг на правый борт. Перестал работать аварийный генератор, погасли все огни, остановились штурманские часы. Паром начал быстро погружаться в море, и матрос Линде, успевший до этого сесть в спасательный плот, увидел, что носового визора нет[18][36];
- 01:48 — паром «Эстония» ушёл под воду. До окончательного погружения судна с капитанского мостика несколько раз был подан сигнал[37];
- 01:58 — паром «Эстония» пропал с экранов радаров в координатах 59 градусов и 23’9 минут северной широты и 21 градус и 42’2 минуты восточной долготы. До побережья Швеции от места катастрофы было 100 км, до финского острова Утё — 40 км и до Хийумаа — 50 км[32].

## Спасательная операция
- 01:22 — паром «Мариэлла» принял первый сигнал бедствия от парома «Эстония»[33];
- 01:24 — второй сигнал бедствия приняли 14 радиостанций, в их числе морской координационно-спасательный центр в Турку (MRCC), который приступил к руководству спасательной операцией[29]. Экстренная связь велась в основном на шведском и финском языках, английский язык почти не использовался[38];
- 01:29:39 — время последней связи с паромом[29];
- 01:32 — паром «Мариэлла» выдвинулся к месту крушения[39];
- 01:33 — паром «FINNJET» выдвинулся к месту крушения[40];
- 01:40 — паром «Силья Европа» выдвинулся в сторону крушения[40];
- 01:45 — первый финский спасательный вертолёт «Super Puma» поднялся в воздух и взял курс на Аландские острова[32];
- 01:50 — радио Хельсинки начало передачу сообщения Pan-Pan на канале 16[29]; паром «Силья Симфони» выдвинулся в сторону крушения[40];
- 01:52 — расположенный в Мариехамне морской спасательный подцентр известил о произошедшем морской спасательный центр в Стокгольме[40];
- 01:55 — паром «Изабелла» выдвинулся в сторону крушения[40];
- 02:00 — шторм, скорость ветра 25 м/с; на воде 22 спасательных плота и 3 шлюпки[22]. Пытавшимся спастись людям не хватало места на плотах, многим не достало сил забраться на плот из воды, других смыло с плотов в море[28];
- 02:05 — MRCC назначил капитана парома «Силья Европа» координатором спасательных операций на месте происшествия (OSC)[41];
- 02:07 — из аэропорта Висбю вылетел первый шведский спасательный вертолёт (Super Puma Q97)[40][29];
- 02:09 — из Роннебю вылетел второй шведский вертолёт (Boeing Kawasaki Y65)[40][29];
- 02:12 — первым судном, прибывшим на место происшествия, был паром «Мариэлла»[33][35]. Из воды вытащили первых спасшихся. Прошло 50 минут с того момента, как вахтенный на мостике парома «Эстония» подал по рации сигнал бедствия[42];
- 02:30 — спасательный центр Турку признал случившееся катастрофой[43]. К месту катастрофы подошёл паром «Силья Европа»[40];
- 02:40 — к месту катастрофы подошёл паром «Силья Симфони»[40];
- 02:43 — о катастрофе сообщило финское новостное агентство «STT»[англ.], затем международное агентство «Ассошиэйтед Пресс»[32];
- 02:52 — к месту катастрофы подошёл паром «Изабелла»[40];
- 02:55 — Таллинский морской спасательно-координационный центр получил сообщение о гибели парома «Эстония»[28];
- 03:05 — первый финский спасательный вертолёт прибыл на место катастрофы[40];
- 03:20 — к месту катастрофы подошёл паром «FINNJET»[40];
- 03:50 — к месту катастрофы прибыл первый шведский вертолёт[40].

Большинство вертолётов летели со спасёнными людьми к берегу, однако пилоты двух вертолётов пограничной охраны (Super Puma OH-HVG и Agusta Bell 412 OH-HVD) приняли рискованное решение и приземлились на судах. Пилот OH-HVG позже сказал, что приземление на корабли было самой сложной частью всей операции. Экипаж этого вертолёта спас 44 человека, то есть больше, чем смогли спасти все суда, так как из-за сильного волнения на море спускать спасательные шлюпки с кораблей было слишком опасно. Многие из сумевших забраться на плоты погибли от шока и переохлаждения; некоторые из спасённых умерли на борту вертолётов.
- 03:68 — Таллинский морской спасательно-координационный центр передал сигнал тревоги судну береговой охраны EVA-207, но из-за плохих погодных условий оно не смогло выйти в море[40];
- 04:20 — на остров Утё вертолёт доставил шестерых спасённых; через некоторое время на остров стали доставлять первые тела погибших[32];
- 04:50 — у места крушения находились 8 кораблей и 4 вертолёта[40];
- 05:10 — c прибывшего к месту крушения торгового судна «Мини Стар» (Mini Star) увидели один из спасательных плотов парома, где находились два человека. С судна скинули штормтрап, и один мужчина на плоту неоднократно пытался подняться наверх, но безуспешно. Он не понял или не расслышал данных ему с судна рекомендаций дождаться вертолёта, и при очередной попытке волна смыла его в море, где он и исчез. Вертолёт прибыл в 05:20 и принял на борт второго человека, находившегося на плоту[45];
- 06:00 — президент Эстонии Леннарт Мери объявил день траура. Сообщили только о 25 спасённых[32];
- 06:45 — на место катастрофы прибыл шведский вертолёт Boeing Kawasaki Y69, вылетевший из Роннебю в 04:30[46];
- 07:30 — правительство Финляндии собралось на экстренное заседание[32];
- 09:00 — из воды извлекли последнего выжившего[28][40];
- 10:00 — экипажам вертолётов был отдан приказ поднять на борт тела погибших, замеченных ими в море, а также тех, о которых сообщили подошедшие суда[28];
- 10:15 — поступило сообщение о 103 спасённых[32];
- 11:30 — премьер-министр Эстонии Март Лаар вылетел в Финляндию на встречу с премьер-министром Финляндии Эско Ахо и премьер-министром Швеции Карлом Бильдтом[32];
- 12:00 — объявили первые имена спасённых[32]; на месте крушения находились 19 судов и 19 вертолётов[40];
- 13:20 — три судна и несколько спасательных вертолётов покинули место катастрофы[40];
- 14:00 — сообщили, что из воды подняты 126 человек, но некоторые из них были уже мертвы[32];
- 18:32 — OSC объявил, что поиски пропавших усилены не будут и все коммерческие суда могут покинуть место происшествия[40];
- 20:00 — спасательная операция с воздуха завершилась[32];
- 20:30 — из кораблей, участвовавших в спасательной операции, последним место катастрофы покинул паром «Силья Европа», его заменило финское судно береговой охраны «Турсас» («Tursas»), капитан которого был назначен координатором наземных поисков (CSS) до 3 октября[28];
- 23:28 — полиция Турку отрапортовала о 139 спасённых, личности которых были установлены и которые находились в больницах в Финляндии и Швеции. В море (в воде и на плотах) было найдено 58 тел погибших[32].

Согласно показаниям спасшихся, в давке на пароме многие люди были ранены или оттеснены другими. Если на ранних этапах эвакуации наблюдалось спонтанное альтруистическое поведение, когда пассажиры и члены экипажа помогали другим двигаться и подниматься, а также образовывали живые цепи, то вскоре люди почувствовали, что им грозит смертельная опасность, и эти попытки закончились. Альтруистические действия, однако, имели место и позже, когда те, кто смог забраться на плоты, почувствовали себя увереннее и стали помогать другим, но в целом возникла ситуация, когда большинство думало только о себе. Были и примеры такого поведения, когда некоторые жизни, по-видимому, были спасены ценой других. Таким образом, организованной эвакуации не было.
Спасательные жилеты парома «Эстония» были стандартными спасательными жилетами для пассажирских судов. Инструкции по надеванию были вывешены в каютах и нескольких местах на шлюпочной палубе, но у многих людей возникли с ними трудности: некоторые жилеты были связаны по три штуки и их было трудно разделить; у некоторых отсутствовали ремни или они были слишком короткими; пассажиры в паническом состоянии не могли понять, как их надеть; по меньшей мере один контейнер со спасательными жилетами оторвался и упал в море. Члены спасательных команд позже заявили, что видели очень мало людей, надевших спасательные жилеты должным образом. Несколько человек, спасённых из спасательных плотов, рассказали, что слышали крики о помощи из воды в темноте, но поскольку на спасательных жилетах не было огней, они не смогли обнаружить кричавших. Таким образом, самозажигающиеся фонари на спасательных жилетах принесли бы большую пользу в этой спасательной операции.
В спасательной операции участвовали 26 вертолётов, но только 11 из них прилетели на место крушения достаточно быстро для того, чтобы спасти людей; ход самой операции был полон ошибок коммуникации, неполадок и осечек. С парома в море были скинуты 63 спасательных плота; стандартные спасательные шлюпки оказались совершенно бесполезными; вертолёты летали над погибающими людьми, но не могли разглядеть их в волнах. Большинство пилотов оценили высоту волн в пределах 5—6 или 6—8 метров. Ночь была облачной, с редкими прояснениями незадолго до полуночи. После полуночи облачность снова увеличилась, и ранним утром небо оказалось полностью затянуто тучами. Ночью видимость большую часть времени составляла более десяти морских миль, однако временами видимость нарушали ливни.
Число вертолётов, принявших участие в спасательной операции
| Страна    | Вертолётов |
| --------- | ---------- |
| Швеция    | 14         |
| Финляндия | 8          |
| Дания     | 2          |
| Эстония   | 1          |
| Россия    | 1          |
| Итого     | 26         |

Согласно окончательным данным, со спасательных плотов были эвакуированы живыми 138 человек, из которых один позже умер в больнице. Суда спасли 34 человека, вертолёты — 104 человека. Большинство оставшихся в живых были относительно молоды: их возраст был между 15 и 44 годами. Спасённые в возрасте более 65 лет составили только 3 % от общего числа мужчин, женщин такого возраста не было. Самому молодому спасённому было 12 лет, и возраст только 7 спасённых превышал 55 лет. Всего было спасено 111 мужчин (22 % от общего числа мужчин на борту) и 26 женщин (5 % от общего числа женщин на борту). Позже международная комиссия по расследованию крушения парома «Эстония» пришла к выводу, что суда, находившиеся поблизости от места катастрофы, несмотря на некоторые задержки действовали корректно.
Число пассажиров и членов экипажа парома «Эстония» по возрастным группам
| Возраст, лет | Мужчины | в % к общему числу мужчин | Женщины | в % к общему числу женщин | Итого | в % к общему числу людей на судне |
| ------------ | ------- | ------------------------- | ------- | ------------------------- | ----- | --------------------------------- |
| < 15         | 9       | 2                         | 6       | 1                         | 15    | 2                                 |
| 15—19        | 20      | 4                         | 20      | 4                         | 40    | 4                                 |
| 20—24        | 60      | 12                        | 40      | 8                         | 100   | 10                                |
| 25—34        | 85      | 17                        | 77      | 16                        | 162   | 16                                |
| 35—44        | 98      | 19                        | 85      | 18                        | 183   | 18                                |
| 45—54        | 82      | 16                        | 106     | 22                        | 188   | 19                                |
| 55—64        | 61      | 12                        | 73      | 15                        | 134   | 14                                |
| 65—74        | 76      | 15                        | 69      | 14                        | 145   | 15                                |
| > 75         | 13      | 3                         | 9       | 2                         | 22    | 2                                 |
| ВСЕГО        | 504     | 100                       | 485     | 100                       | 989   | 100                               |

Некоторые источники утверждают, что людей на пароме было больше, чем заявлено официально. В частности, в 2011 году называлась цифра 1100 человек, в 2018 году — 1050 человек.

## Спасшиеся и выжившие
На пароме находились 803 пассажира и 186 членов экипажа. Вертолётами и судами были спасены 138 человек, один из которых позже умер в больнице.
Число терпящих бедствие, поднятых на борт судами
| Судно                           | Чел. |
| ------------------------------- | ---- |
| Паром «Мариэлла»                | 15   |
| Паром «Силья Симфони»           | 0    |
| Паром «Изабелла»                | 17   |
| Паром «Силья Европа»            | 1    |
| Паром «FINNJET»                 | 0    |
| Судно береговой охраны «Турсас» | 1    |
| ВСЕГО                           | 34   |

Число выживших
| Пол     | Пассажиры | Пассажиры | Экипаж | Экипаж | Итого | Итого |
| ------- | --------- | --------- | ------ | ------ | ----- | ----- |
| Пол     | чел.      | %         | чел.   | %      | чел.  | %     |
| Мужчины | 80        | 19,1      | 31     | 36,0   | 111   | 22,0  |
| Женщины | 14        | 3,6       | 12     | 12,0   | 26    | 5,4   |
| ВСЕГО   | 94        | 11,7      | 43     | 23,1   | 137   | 13,9  |

Число выживших по месту их нахождения в начале крушения парома
| Палуба             | Число коек / кают                            | Число выживших |
| ------------------ | -------------------------------------------- | -------------- |
| Дек 1              | 358 коек                                     | 22             |
| Дек 2              | 0                                            | —              |
| Дек 3              | 0                                            | —              |
| Дек 4              | 404 койки                                    | 32             |
| Дек 5              | 212 коек                                     | 31             |
| Дек 6              | 212 коек                                     | 16             |
| Дек 7              | 79 кают экипажа                              | 26             |
| Дек 8              | каюта капитана и 18 кают экипажа, радиорубка | 4              |
| Капитанский мостик | —                                            | 1              |
| Машинное отделение | —                                            | 3              |
| Верхняя палуба     | —                                            | 2              |
| ВСЕГО              | —                                            | 137            |

Число выживших по возрастным группам
| Возраст, лет | Мужчины | в % к общему числу в группе | Женщины | в % к общему числу в группе | Итого | в % к общему числу в группе |
| ------------ | ------- | --------------------------- | ------- | --------------------------- | ----- | --------------------------- |
| < 15         | 1       | 11                          | 0       | 0                           | 1     | 7                           |
| 15—19        | 7       | 35                          | 2       | 10                          | 9     | 23                          |
| 20—24        | 26      | 43                          | 4       | 10                          | 30    | 30                          |
| 25—34        | 25      | 29                          | 10      | 13                          | 35    | 22                          |
| 35—44        | 30      | 31                          | 6       | 7                           | 36    | 20                          |
| 45—54        | 16      | 20                          | 3       | 3                           | 19    | 10                          |
| 55—64        | 4       | 7                           | 1       | 1                           | 5     | 4                           |
| 65—74        | 2       | 3                           | 0       | 0                           | 2     | 1                           |
| > 75         | 0       | 0                           | 0       | 0                           | 0     | 0                           |
| ВСЕГО        | 111     | 22                          | 26      | 5                           | 137   | 14                          |

Из 63 спасательных плотов было обнаружено 52, два из них оказались не полностью надутыми. Один спасательный плот нашёл российский вертолёт, 21 плот выкинуло на побережье Эстонии, остальные были подняты кораблями, находившимися в районе катастрофы.

## Погибшие
Самыми известными погибшими на пароме «Эстония» стали эстонский певец Урмас Алендер (тело не найдено) и шведский певец Пьер Исакcсон (похоронен на кладбище Бромма в Стокгольме).
Самыми молодыми погибшими были сёстры Катре Зелмин (Katre Zelmin, 1994 г. р., Эстония) и Крете Зелмин (Krete Zelmin, 1992 г. р., Эстония).
Многие люди, успевшие покинуть гибнущее судно, умерли от переохлаждения, травм или утонули, так как на море был шторм, и температура воздуха составляла 8—12 °C. Согласно предположению следственной комиссии, число успевших выйти на палубу составляло около 310 человек, из которых 160 смогли сесть в спасательные шлюпки. Ко времени прибытия вертолётов треть людей в спасательных шлюпках была мертва, а в итоге на море смогли спасти менее чем половину людей, покинувших корабль. В течение следующих дней на море были найдены тела 94 погибших, 95-го погибшего нашли 18 месяцев спустя (11 мая 1996 года). Считается, что около 650 человек из 757 пропавших находятся во внутренних помещениях парома. С паромом погиб также его капитан Арво Андрессон, который, как можно предположить, сознательно остался на тонущем судне согласно морским традициям и не пытался спастись.
Из ответа руководившего спасательными мероприятиями на острове Утё капитан-лейтенанта ВМC Финляндии Паси Стаффа (Pasi Staff) на вопрос журналиста Delfi «Когда вы поняли, что благополучного конца не будет?»:

— Когда прилетел первый вертолёт. В нём были люди, но живых было только трое. Потом прилетел второй — с двумя выжившими, затем третий. Понял, что всё проходит не только неудачно, но до умопомрачения ужасно. В общей сложности привезли 64 погибших, в живых остались лишь 23 человека.
Это были одни из самых сложных часов: когда ты понимаешь, что вместо того, чтобы греть воду, подготавливать сотни коек, сотни одеял… в действительности тебе необходимы сотни гробов. Сложно, когда понимаешь, что вне зависимости от того, что ты делаешь и насколько ты готов выложиться, всё бесполезно — тебе остаётся лишь ждать. И ты ждёшь, ждёшь погибших.

Число идентифицированных тел
| Пол     | Пассажиры | Экипаж | Итого |
| ------- | --------- | ------ | ----- |
| Мужчины | 35        | 18     | 53    |
| Женщины | 23        | 19     | 42    |
| ВСЕГО   | 58        | 37     | 95    |

Алкоголь и медикаменты не сыграли какой-либо роли в гибели людей. Только у трёх человек было обнаружено опьянение более чем 0,5 промилле. Следы классических наркотиков найдены не были.
Число погибших и пропавших без вести
| Пол     | Пассажиры | Пассажиры | Экипаж | Экипаж | Итого | Итого |
| ------- | --------- | --------- | ------ | ------ | ----- | ----- |
| Пол     | чел.      | %         | чел.   | %      | чел.  | %     |
| Мужчины | 338       | 80,9      | 55     | 64,0   | 393   | 78,0  |
| Женщины | 371       | 96,4      | 88     | 88,0   | 459   | 94,6  |
| ВСЕГО   | 709       | 88,3      | 143    | 76,9   | 852   | 86,1  |

На борту парома «Эстония» находились пассажиры из 17 стран.
Пассажиры и экипаж парома по гражданству
| Государство    | Пассажиры и экипаж, чел. | Число погибших и пропавших без вести |
| -------------- | ------------------------ | ------------------------------------ |
| Швеция         | 552                      | 501*                                 |
| Эстония        | 347                      | 285**                                |
| Латвия         | 23                       | 17                                   |
| Россия         | 15                       | 11                                   |
| Финляндия      | 13                       | 10                                   |
| Норвегия       | 9                        | 6                                    |
| Германия       | 8                        | 5                                    |
| Дания          | 6                        | 5                                    |
| Литва          | 4                        | 3                                    |
| Великобритания | 2                        | 1                                    |
| Марокко        | 2                        | 2                                    |
| Нидерланды     | 2                        | 1                                    |
| Украина        | 2                        | 1                                    |
| Беларусь       | 1                        | 1                                    |
| Канада         | 1                        | 1                                    |
| Нигерия        | 1                        | 1                                    |
| Франция        | 1                        | 1                                    |
| ВСЕГО          | 989                      | 852                                  |

* Тело одного пропавшего без вести было обнаружено 17 октября 1994 года, второго — 11 мая 1996 года.

** В том числе один спасённый, позже умерший в больнице.

## Пропавшие без вести лица, первоначально бывшие в списке спасённых
Непосредственно после катастрофы 8 человек попали в список спасённых, но позже из него исчезли. Это были:
- сменный капитан парома «Эстония» Аво Пихт[швед.] (Avo Piht), который в ночь кораблекрушения находился на судне в качестве пассажира,

- четвёртый помощник капитана Каймар Кикас (Kaimar Kikas),
- судовой врач Виктор Богданов (Viktor Bogdanov),
- старший механик Лембит Лейгер (Lembit Leiger),
- четвёртый механик Агур Таргма (Agur Targma),
- директор одного из магазинов на пароме Тийна Мююр (Tiina Müür),
- танцовщицы варьете парома сёстры Ханка-Ханника Вейде (Hanka-Hannika Veide) и Ханнели Вейде (Hannely Veide)[69].

Таким образом, все пропавшие были членами экипажа, а не пассажирами. Конспирологические теории связывают это с желанием устранить свидетелей, так как они могли знать действительную причину гибели парома, знать о провозимом на пароме оружии или об иных секретных обстоятельствах. Тела этих людей не найдены. Спасённые с парома сами называли свои имена, на основе чего их вносили в список, поэтому непонятно, как пропавшие могли попасть в списки, если они не были спасены.
7 октября 1994 года эстонская газета «Post» сообщила, что в числе первоначально значившихся спасёнными, но позже объявленными погибшими были также:
- продавец парома «Эстония» Аго Томингас (Ago Tomingas),
- складской работник парома «Эстония» Калев Вахтрас (Kalev Vahtras, найден утонувшим),
- работник радио «Kuku» Тийт Моос (Tiit Moos)[71].

Неразбериха со списками пассажиров, возникшая в первые дни после катастрофы, была одной из причин возникновения «теорий заговора». В 1994 году списки пассажиров на судах ещё не велись в таком виде, как это делается в настоящее время, особенно при регистрации групп. Поэтому список находившихся на борту парома уточнялся несколько раз в день в течение целой недели. В списке были повторы, одно и то же имя могло быть записано несколькими разными способами, и в списках групп могли быть имена, добавленные от руки. Также в списке пассажиров были люди, купившие билеты, но по какой-то причине не прибывшие на рейс, и их не зарегистрировали в портовом терминале.

### Аво Пихт
В присланном 28 сентября (местное время 10:15) из Швеции в Эстонию списке спасённых значился 39-летний капитан Аво Пихт. Аво Пихта видели в двух первых новостных передачах германского телеканала ZDF; по данным первого председателя международной следственной комиссии Анди Мейстера (Andi Meister), Пихта опознали на видеозаписи судовой врач парома «Диана II» (Diana II) Айвар Каур (Aivar Kaur), заведующая складом Энн Ляэне (Enn Lääne), директор магазина Райво Мартинсон (Raivo Martinson) и экономический директор судового отеля Тыну Полакес (Tõnu Polakes).
Находившегося на судне в качестве пассажира капитана Аво Пихта, раздававшего спасательные жилеты, видели несколько пассажиров. Рефрижераторный механик Андрес Верро (Andres Verro) видел Пихта на корме корабля возле последней спасательной шлюпки. Официантка Сирье Юхансон (Sirje Johanson) также видела капитана в спасательном жилете на палубе, раздающего указания и помогающего пассажирам. Офицер службы безопасности судна Эрвин Роден (Ervin Roden) получил от якобы находившегося на палубе капитана указание прийти на помощь девушкам из судового экипажа, которые пытались спустить на воду спасательный плот с восьмой палубы. Однако, по словам спасённых людей, никто из них не видел Аво Пихта в воде, на плоту, в вертолёте или на берегу.
Имя Аво Пихта было даже в официальном списке спасённых от 4 октября.

### Танцовщицы Вейде
На пароме давала выступления танцевальная группа «Pantera» в составе восьми молодых танцовщиц (самой молодой было 16 лет, и это стало их первым и последним выступлением), в числе которых были сёстры-двойняшки Ханка-Ханника Вейде и Ханнели Вейде. Аналогично с Аво Пихтом следы сестёр Вейде затерялись через два дня после того, как было сделано сообщение об их спасении. Первоначально в списке спасённых было написано «Anne Veide» и «? Veide». Анне было домашним именем Ханнели, и, по мнению её родителей, девушка могла назвать его в состоянии шока. К вечеру того же дня в списке были уже Ханка-Ханника и Ханнели Вейде. Начальник службы безопасности парома «Эстония» рассказал немецкому телеканалу «Spiegel TV», что, по рассказам свидетелей, девушек видели до ухода судна под воду на палубе, откуда они спрыгнули в спасательный плот, где уже находился главный механик парома Лембит Лейгер (Lembit Leiger); до этого раздававший спасательные жилеты капитан Пихт успел на этот плот, по-видимому, последним. Старшая медсестра стокгольмской клиники сообщила родителям двойняшек, что девушек привезли к ним. 29 сентября полиция Швеции и Министерство внутренних дел Эстонии известили, что девушки живы; 1 октября этот факт также подтвердил «Красный крест» Швеции. 4 октября о них сообщила больница в Худдинге и 6 октября их спасение также подтвердил «Красный крест» Швеции. После этого о судьбе сестёр ничего неизвестно. Родители сестёр Вейде утверждали, что в сентябре 1996 года зазвонил их домашний телефон и в трубке сказали: «Это я, Ханнели!» По словам матери сестёр Айно Вейде, это был голос её дочери. Также, по словам матери, несколько ночей после катастрофы неоднократно звонил её телефон, но никто ничего не говорил.

### Лембит Лейгер
Полиция Швеции сообщила семье Лембита Лейгера, что он спасён и покинул одну из шведских больниц, где находился 24 часа. Проживающую в Швеции эстонку Леэлу Мяннику (Leela Männiku) 28 сентября известили из шведской полиции, что Лейгер спасён и находится с переломом бедренной кости и признаками переохлаждения в тяжёлом состоянии в одной из шведских больниц. Шведский полицейский в телефонном разговоре с семьёй Лейгера 30 сентября утверждал, что им не остаётся ничего другого, как ждать, когда Лейгер сам выйдет на связь с родными. Позже Таллинская больница моряков сообщила супруге Лембита Лейгера, что он находится в пути домой и прибудет вечером в Таллинский аэропорт, однако самолёт с Лембитом Лейгером не прилетел.

## Версии катастрофы

### Официальный заключительный отчёт расследования
Непосредственно после катастрофы 28 сентября 1994 года правительствами Эстонии, Финляндии и Швеции была создана Международная комиссия по расследованию причин крушения парома «Эстония», в состав которой входили по три члена от каждого государства. Так как судно шло под флагом Эстонии, председателем комиссии стал представитель от Эстонии.
Заключительный отчёт следственной комиссии международная комиссия по расследованию крушения парома «Эстония» представила 3 декабря 1997 года. Комиссия посчитала, что причинами катастрофы послужили несовершенство конструкции парома, повышенная скорость движения судна и штормовая погода. Официальная версия катастрофы гласила: «Из-за сильных ударов волн на „Эстонии“ было повреждено запорное устройство носового визора (подъёмной надводной части парома), в результате аппарель автомобильной палубы оказалась незащищённой от проникновения воды. Вследствие этого внутрь парома в течение нескольких минут хлынули тысячи тонн забортной воды, увлёкшие судно на дно моря».
Носовой визор был поднят со дна в ноябре 1994 года вместе с некоторыми фрагментами запорных устройств. После изучения повреждений международная комиссия представила следующее описание хода повреждения парома, предшествующего его затоплению:

1) из-за своей слабой конструкции под ударами набегающих волн разрушается запорное устройство визора правого борта;

2) нагрузка на запорное устройство левого борта увеличивается и скоро достигает максимально предусмотренной (1,2 МН). Запорное устройство левого борта разрушается, и на нижний замок визора приходится критическая нагрузка величиной около 1,5 МН. Нижний замок и два боковых замка визора ломаются;

3) освободившись от замков, визор под действием набегающих волн движется вверх-вниз. На судне слышны громкие металлические удары, а автомобильную палубу начинает заливать вода. Вслед за замками под действием динамических нагрузок ломаются верхние балки в районе шарниров, которыми визор крепился к палубе. Балки визора некоторое время двигаются по палубе;

4) визор падает в море, увлекая за собой аппарель, которая переламывается надвое и отрывается от своих креплений. Через большое образовавшееся отверстие палубу заливает огромное количество воды;

5) визор визуально не наблюдаем из ходовой рубки ни в закрытом, ни в открытом положении. Контрольные лампы закрытия замков визора показывают, что замки закрыты, так как запорные устройства действительно остаются в закрытом положении, но соединения замков уже разрушены. В ходовой рубке считают, что с визором всё в порядке.
В действиях капитана и экипажа комиссия выделила следующие ошибки:
 
1) офицеры в ходовой рубке не снизили скорость судна после получения двух сообщений от вахтенных матросов о громких металлических стуках в районе визора. Немедленное снижение скорости на этом этапе значительно улучшило бы выживаемость судна или снизило число погибших;

2) члены экипажа в ходовой рубке не наблюдали за ТВ-монитором и не обратили внимания, что вода попадает на автомобильную палубу через боковые уплотнения визора, когда тот ещё был на месте. Они также не установили вовремя связь с персоналом на автомобильной палубе, увидевшим поступление воды на борт судна;

3) сигнал тревоги на судне был подан примерно через пять минут после того, как произошёл сильный крен, но пассажирам не была предоставлена никакая информация по бортовой сети связи;

4) проблемы с обращением со спасательным оборудованием также способствовали трагическим последствиям аварии.
Комиссия посчитала, что экипаж парома «Эстония» не был в курсе случаев с повреждениями замков носового визора и, прежде всего, не знал о произошедшей в 1993 году аварии с паромом «DIANA II», имевшем идентичную конструкцию носового визора. Отчёт международной комиссии по расследованию причин крушения парома «Эстония» описывает 15 зарегистрированных случаев повреждения запорных и шарнирных устройств носовых визоров, произошедших в 1973—1993 годах .
19 февраля 2009 года было решено прекратить расследование крушения парома «Эстония».

### Критика заключительного отчёта
Ещё до выхода заключительного отчёта международной комиссии по расследованию крушения парома «Эстония» различные заинтересованные стороны стали критиковать работу комиссии. В 1997 году судостроительный завод «Meyer Werft», построивший паром «Эстония», организовал две выставки в Стокгольме — в июне и декабре. По мнению экспертов судоверфи, причиной гибели парома «Эстония» стала неправильная эксплуатация парома, которая привела к ослаблению механизмов носового люка, неоправданно высокая в подобную погоду скорость и неправильно размещённый груз. То есть вина целиком ложится на владельцев судна, а не на его строителей.
После выхода заключительного отчёта, в ноябре 1998 года, Федерация профсоюзов работников транспорта Северных стран провела в Стокгольме конференцию, на которой приводила доказательства того, что выводы заключительного отчёта несостоятельны.
В это же время были проведены конференции организациями, объединяющими родственников погибших в кораблекрушении; последняя такая конференция прошла в мае 2000 года в Стокгольме. На этом мероприятии выдвигались сомнения в некоторых деталях заключительного отчёта, но главной претензией к комиссии было то, что она не назвала конкретных виновников несчастья. Выступавший на этой конференции профессиональный водолаз Грегг Бемис (Gregg Bemis) жёстко критиковал качество сделанных в 1994 году подводных видеосъёмок и предлагал свои услуги по созданию качественных подводных съёмок.
В 2006 году свои отчёты представили две эстонские следственные комиссии — от парламента и правительства Эстонии. Комиссия парламента сосредоточилась в основном на предполагаемой транспортировке оружия в ночь кораблекрушения и выслушала 56 человек, связанных с паромом «Эстония» и участвовавших в расследовании его крушения. Правительственная комиссия сосредоточилась на перепроверке заключительного отчёта о расследовании кораблекрушения. В числе прочего было отмечено, что столь быстрое затопление такого большого судна редко встречалось в мировой истории судоходства.
Государственный прокурор Эстонии Маргус Курм (Margus Kurm) в 2006 году отметил, что невыясненным остаётся то обстоятельство, как вода с автомобильной палубы попала на нижерасположенные палубы, тогда как конструктивно это было возможным только в том случае, если бы в каждом помещении возник доступ для воды. По словам государственного прокурора, требует расследования также то, как открылась и разрушилась аппарель, так как несколько свидетелей видели её в закрытом положении. Если бы рампа осталась закрытой или полуоткрытой, через автомобильную палубу не смогли бы поступить на судно описанные в заключительном рапорте массы воды. Если бы вода осталась только на автомобильной палубе, судно не затонуло бы, а перевернулось и осталось на плаву. Также, по словам госпрокурора, недостаточно исследованы три больших удара и грохот, которые слышали спасённые. Тогда же Маргус Курм выступил за то, чтобы останки парома «Эстония» были подняты с целью окончательного установления причин крушения.
Следственная комиссия правительства Эстонии не смогла устранить противоречия в показаниях свидетелей и, по её мнению, это снижает достоверность заключительного отчёта. Комиссия сочла невозможным описать затопление судна, пока не будет точно установлено, когда и как вода попала под автомобильную палубу. В опубликованном в 2009 году отчёте также утверждается, что представленный киноматериал является фрагментарным и не отражает состояние дна корабля. Согласно отчёту правительственной комиссии, ошибка в конструкции судна является вероятной причиной крушения корабля, однако нельзя исключать и другие версии.
В 2010 году руководство эстонского некоммерческого объединения «Memento Mare», пытавшегося расследовать истинные причины гибели парома, заявило об окончании своей деятельности. Ни к чему не привёл и судебный процесс во Франции, инициированный родственниками погибших. Ранее активно общавшиеся со СМИ родственники погибших больше не желают привлечения к себе внимания. Они считают, что диалог с властями ничего не дал, и не верят в официальную версию гибели парома.
В октябре 2016 года родственники погибших подали премьер-министру Эстонии ходатайство о проведении нового расследования причин крушения парома «Эстония». Премьер-министр на него не ответил, и 24 октября 2019 года Таллинский административный суд принял решение обязать эстонское правительство принять решение по ходатайству родственников в течение 60 дней после вступления судебного решения в силу.

#### Независимые издания на тему гибели парома «Эстония»
В критике работы международной комиссии ещё до выхода её заключительного отчёта особенно настойчивым был шведский журналист Андерс Хелльберг (Anders Hellberg), публиковавший статьи в газете «Dagens Nyheter» в течение целого года. В 1996 году он совместно с Андерсом Йорле (Anders Jörle) выпустил книгу «Курс к катастрофе» (оригинальное название швед. «Katastrofkurs»).
Спустя много лет после трагедии появляются новые или повторяются опровергнутые версии гибели парома «Эстония» как в Эстонии, так и в Швеции. С момента гибели парома в Швеции примерно раз в два года выходит новая книга на эту тему. После первой книги «Курс к катастрофе» вышли «Молчаливая игра» (швед. «Tysta Leken»), «Протокол» (швед. «Protokollet – Därför kommer det att hända igen»), «Круги на воде» (швед. «Ringar på vattnet: berättelser från Estoniakatastrofen») и другие (на эстонский язык не переведены). В 2016 году швед Стефан Торсселль (Stefan Torssell) издал книгу «M/S Estonia» с подзаголовком «Несчастный случай Швеции» (или «Авария Швеции», швед. «Svenska statens haveri, ISBN 9789198347807). Эта книга переведена на эстонский язык под названием «Паром „Эстония“. Гибель шведского государства» (эст. «Parvlaev Estonia. Rootsi riigi hukk»). В книге Торсселль в деталях описывает имевшиеся на судне упущения: было обнаружено 14 дефектов (среди них повреждения уплотнителей в визоре, неработающие противопожарные двери, открытые люки между палубами и т. д.), пять из которых помечены кодом 17, означающим, что судну нельзя покидать порт до устранения недочётов.

## Останки парома
Паром «Эстония» затонул в международных водах в зоне ответственности Финляндии по поиску и спасанию на море. Останки парома «Эстония» находятся на расстоянии примерно в 22 мили от острова Утё, на глубине от 70—80 метров, его координаты: 59°22,90′ с. ш. 21°41′ в. д.. По сообщениям официальных властей, поворотный визор парома находился на расстоянии около мили к западу от останков судна, его координаты: 59°23′ с. ш. 21°39,20′ в. д.. Расстояние до места катастрофы от Таллина — 100 миль, от Хельсинки — 120 миль, от Турку — 60 миль.
В ноябре 1994 года для исследования причин катастрофы визор парома «Эстония» был поднят и перевезён в Финляндию, в город Ханко. В 1999 году следственная комиссия передала визор Морскому музею Швеции и до 2002 года он находился в порту Сёдертелье. Оттуда визор перевезли на шведскую военно-морскую базу на острове Эльвснаббен недалеко от Мускё.
В 2004 году директор Морского музея Швеции Клас Хемерсон (Klas Hemerson) пообещал, что будет создан музей, посвящённый парому «Эстония», и на это уйдёт от 5 до 10 лет; однако к 2014 году музей так и не открылся.

## Возобновление расследования
Подводные съёмки останков парома, проведённые в 2019 году командой шведов Хенрика Эвертссона (Henrik Evertsson) и Линуса Андерссона (Linus Andersson), выявили пробоину длиной около 4 метров и шириной около 1,2 метра. Опрошенные после этого документалистами эксперты утверждали, что пробоина не могла образоваться в результате взрыва на борту судна. Профессор морских технологий Йорген Амдаль (Jørgen Amdahl) полагает, что подобные повреждения могли быть вызваны ударом силой в 500—600 тонн. Эту точку зрения разделяет и бывший глава комиссии по расследованию гибели парома Эстония Маргус Курм, по мнению которого, фатальным для судна могло быть столкновение со шведской подводной лодкой — в том районе тогда проводились военные учения.
Есть и те, кто эту точку зрения не разделяет. Старший научный сотрудник Таллинского технического университета Кристьян Табри (Kristjan Tabri), специалист по кораблекрушениям и столкновениям судов, уверен, что находящаяся выше ватерлинии пробоина не могла стать причиной трагедии. Её неправильная форма говорит о том, что скорее всего она появилась от камня на дне моря. Затонувший паром лёг на правый борт и закрыл её, но со временем песок из-под остова вымылся, и дыра обнажилась. С ним согласен кораблестроитель профессор Яан Метсавеэр (Jaan Metsaveer), входивший в комиссию с Курмом.
В связи с появлением ранее неизвестной информации, 28 сентября 2020 года на специальной пресс-конференции премьер-министр Эстонии Юри Ратас сообщил о том, что необходимо провести новое подводное техническое исследование. Оно должно включать в себя осмотр морского дна, остова парома и создание его трёхмерных моделей. Руководить работами будет Эстония, так как судно ходило под её флагом; предстоит согласовать трёхсторонний механизм взаимодействия Эстонии с Финляндией и Швецией. По словам министра иностранных дел Урмаса Рейнсалу, новое расследование не отменит прежнее, но будет от него независимым.

### Заявление бывшего госпрокурора Эстонии Маргуса Курма
26 ноября 2020 года состоялось заседание Рийгикогу, посвящённое обсуждению гибели парома «Эстония» в качестве вопроса государственной важности. На нём бывший госпрокурор Эстонии Маргус Курм, возглавлявший правительственную комиссию по расследованию гибели судна в 2005—2009 годах, сделал заявление о том, что водолазные исследования, предпринятые Швецией в декабре 1994 года, имели целью сделать невозможным установление истины. Его заявление основывается на следующих пунктах:

1) подводная видеозапись, сделанная шведскими водолазами в первые дни после крушения

Существовало два экземпляра видео: оригинальный экземпляр у сделавшей съёмку частной фирмы, и копия, которая осталась у заказчика — Департамента морского транспорта Швеции. Вскоре после завершения подводных съёмок исполнитель работ уничтожил свой экземпляр. О втором экземпляре ничего неизвестно: либо он также уничтожен, либо его засекретили;

2) запирающий болт носового визора судна

Водолазы отрезали болт от судна и подняли на поверхность, однако единственный участвовавший в погружении член комиссии (швед) Берье Стенстрём выбросил его обратно в море, тем самым уничтожив самое важное вещественное доказательство;

3) отверстие в центральной части корпуса, обнаруженное норвежскими документалистами в 2019 году

Утверждается, что это отверстие возникло из-за камня или неровности морского дна. Видеозапись 1994 года телеканала «Discovery» подтвердить этого не может, так как её часть, показывающая осмотр корпуса судна, содержит множество пауз. В частности, в записи центральной части корпуса судна есть пауза длиной 27 минут. То есть, операторы нашли отверстие, видео-робот работал там 27 минут, но что он «увидел» — неизвестно, так как это не записывалось;

4) инцидент, произошедший в 1994 году с Аарне Валгма (Aarne Valgma), который участвовал в водолазной операции в качестве представителя эстонского правительства

Во время инструктажа водолазов его в помещение не пустили. Шведский полицейский стоял перед дверью и отправил эстонца обратно в свою каюту;

5) поспешные действия Швеции по «консервированию» места крушения

Уже в конце 1994 года шведское правительство приняло решение накрыть остов судна бетонным саркофагом. Швеция инициировала заключение договора об обеспечении покоя усопших, который был подписан вместе с Эстонией и Финляндией уже в феврале 1995 года. Изучение остова судна сделали невозможным как юридически, так и физически ещё до того, как международная комиссия по расследованию завершила свою работу;

6) уничтожение материалов, связанных с вопросом перевозки военной техники на борту парома

После завершения расследования шведский судья Юхан Хиршфельдт (Johan Hirschfeldt), которого назначили изучать вопрос перевозки военной техники на борту парома, уничтожил все собранные материалы. При этом он не встретился с сотрудником таможни Леннартом Хенрикссоном (Lennart Henriksson), который первым сообщил об этом факте, и с сотрудником разведки, руководившим этой операцией. Судья также не связался с фирмой, которой, как утверждается, принадлежал грузовик, в котором перевозилась военная техника;

7) заявление шведа Хокана Бергмарка (Håkan Bergmark) журналистам в 2000 году

Хокан Бергмарк расказал, что он в составе группы водолазов шведских вооружённых сил участвовал в операции по погружению к остову «Эстонии» уже через несколько дней после катастрофы. Его задачей были осмотр и видеосъёмка носовой части судна. Там он обнаружил большое отверстие с признаками взрыва, которое имело продолговатую форму, было высотой примерно четыре метра и одна часть которого оставалась выше, а вторая — ниже ватерлинии. Бергмарк рассказал не только об отверстии, но и подробно описал всю операцию; он также назвал имя офицера, который ею руководил. Для изучения его утверждений не было проведено никакого расследования.
Маргус Курм также отрицает официальные выводы расследования гибели парома, основываясь на воспоминаниях членов экипажа, а именно: через 20 минут после двух звуков удара о судно его крен составлял уже более 30 градусов. При этом все спасшиеся моряки утверждают, что рампа всё это время была закрыта.

### Новые исследования обломков парома
В начале февраля 2021 года правительство Эстонии приняло решение выделить на подводные исследования обломков парома «Эстония» 3 миллиона евро с целью установить происхождение пробоин. 9 июля 2021 года начались очередные исследования судна, и для этого Финляндия и Швеция внесли изменения в своё законодательство. В море вышли два судна, на которых работали 28 человек.
18 июля 2023 года к месту крушения парома на научно-исследовательском судне «Viking Reach» под норвежским флагом вышла международная команда в составе работников Эстонского Центра расследований безопасности (OJK) и Шведского агентства по расследованию происшествий (SHK). Контрактным партнёром по морским работам стала норвежская компания Reach Subsea AS. Были запланированы следующие работы: взятие пробы грунта, съёмка автомобильной палубы, подъём с судна на поверхность незакреплённых предметов и с морского дна — носовой аппарели парома. Все эти работы проводились с помощью подводных роботов, водолазы к останкам парома не погружались. 20 июля удалось получить образец поверхностной породы из повреждения в правой стороне корпуса парома. В ночь на 22 июля исследовательская группа вырезала из корпуса судна и подняла на поверхность стальной кусок, представляющий большую важность для хода расследования. В ночь на 25 июля со дна моря на поверхность была поднята носовая аппарель автомобильной палубы.
15 февраля 2024 года, в ответ на поступившее в 2020 году в Госпрокуратуру Эстонии требование либо начать новое расследование, либо возобновить ранее закрытое расследование гибели парома «Эстония», Госпрокуратура сообщила, что Швеция не будет начинать новое расследование, так как в деле не выявлено новых обстоятельств, которые давали бы основания подозревать совершение преступления.

## Теории заговора
Гибель парома «Эстония» вызвала много вопросов и породила различные теории уже в первые дни после крушения судна. Сначала стала распространяться версия о столкновении с подводной лодкой, затем появилась версия, связывавшая гибель парома «Эстония» с перевозкой оружия на его борту; другими версиями были взрывы на борту судна, течь в корпусе судна, желание утопить грузовик с секретным грузом. Сильный толчок возникновению теорий заговора вызвало желание правительств Эстонии, Швеции и Финляндии закрыть останки корабля бетоном или песком (премьер-министр Швеции, только приступивший к должности в 1994 году Ингвар Карлссон пообещал, что останки парома будут подняты, но позже пожалел об этом обещании), а также заключённый между Эстонией, Финляндией и Швецией договор о покое праха погибших, который запрещает любые погружения и исследования в районе гибели парома «Эстония» и требует от государств признания их преступлением, которое наказывается тюремным заключением.
В выводах следственной комиссии многие сомневаются также и потому, что паром «Эстония» уже попадал ранее и в такой шторм, какой произошёл 28 сентября 1994 года, и даже в более сильные шторма.
До того, как следственная комиссия завершила свою работу, возникли теории заговора, в которые многие верят до сих пор. По всей вероятности, за такими теориями стоят заинтересованные группы, например, в версии взрыва может быть заинтересована фирма-строитель корабля, а также возможные перевозчики оружия, желающие увести внимание в другую сторону. С гибелью парома «Эстония» в числе прочего также связывали секретные организации России и других стран, которые якобы захотели воспрепятствовать его прибытию в Швецию.
Вторая крупная теория заговора основывается на том, что часть спасённых членов экипажа похитили, так как они знали что-то такое, чего не должны знать, или видели кого-то, чьё спасение нельзя было видеть. Эту версию также подкрепило убийство 22 октября 1994 года Игоря Криштаповича, который с 1991 по 1993 год был заместителем генерального директора таможенного департамента Эстонии, после чего перешёл в охранную фирму «ESS» главным специалистом по услугам сопровождения. Считалось, что он мог дать ответы на все вопросы, связанные с перевозками различных грузов на пароме «Эстония».

### Перевозка военной техники
Установлено, что на пароме «Эстония» по крайней мере дважды перевозили военную технику, это было во время предыдущих рейсов — 14 и 20 сентября. Однако отсутствуют данные, которые подтверждали бы, что перевозка военной техники была связана с гибелью корабля. Бывший работник шведской таможни утверждал, что до катастрофы с паромом «Эстония» из Эстонии в Швецию прибыло два грузовика, в которых находилась секретная военная электроника. Швеция, вероятнее всего, действительно купила у Эстонии военную технику, которая осталась от выведенных советских войск. По утверждению работника таможни, машина, перевозившая военную технику, была взята в аренду у дочернего предприятия концерна «Ericsson» — «Ericsson Access», часть работников которого имела военное прошлое. Тогдашний служащий Министерства обороны Марек Страндберг вспоминал, что в начале 1990-х годов российское оборудование усиленно перевозили на Запад, но в 1994 году подобный случай мог быть лишь заключительным всплеском этой активной деятельности.
В ночь катастрофы на борту парома «Эстония» находилось восемь автомашин, относительно которых не найдено никаких регистрационных данных. В связи с этим предполагается, что во время крушения парома на нём был груз c изделиями, связанными с секретными российскими космическими технологиями и содержащими уран, плутоний и кобальт.
Теории заговора, связанные с перевозкой оружия, делятся на две группы: первая утверждает, что паром был уничтожен из-за перевозки оружия, а вторая — что паром действительно погиб в штормовом море по техническим причинам, но обстоятельства катастрофы скрывают для того, чтобы предотвратить факт обнаружения перевозки оружия. Якобы именно перевозка оружия стала причиной того, почему правительства двух стран захотели как можно быстрее закрыть останки парома бетоном или песком, почему заключённая в 1993 году между Швецией и Эстонией договорённость о транспортировке военного наследия и связанные с этим документы являются государственной тайной и почему устранили спасшихся людей, которые были важными свидетелями. По одной из теорий, на одной из находившихся на автомобильной палубе машине в качестве груза могло быть радиоактивное вещество или ядерная боеголовка, которая была демонтирована в Палдиски или на какой-либо другой бывшей советской ядерной базе в Эстонии. Предполагалось, что некий подобный груз хотели тайно переправить на Запад, и поэтому теперь придётся судно забетонировать, чтобы избежать опасности загрязнения окружающей среды. Затем от плана отказались, потому что грузовик и бывший в нём контейнер или ящик вместе с радиоактивным материалом был поднят с автомобильной палубы и захоронен под песком на дне моря недалеко от останков парома. Эту теорию подтверждает то обстоятельство, что советские войска лишь только месяцем ранее покинули Эстонию. Также в пользу этой версии говорят аргументы, что с течением времени аппарель корабля оказалась погружена на дно моря глубже, чем это было видно на первых видео; от бетонирования отказались, но к останкам парома всё-таки доставили песок; фирма, у которой было заказано бетонирование (Smit Tak AB), в числе прочего занималась также дезактивацией радиоактивных веществ, и, по данным журналистов, песок был насыпан довольно далеко от останков корабля. Теоретически, засекречивание перевозки оружия или ядерной техники могло быть связано с первоначально спасёнными, но позже пропавшими лицами, так как они могли знать об этой перевозке.

### Пробоина в корпусе парома
По этой версии, причиной катастрофы стала пробоина в корпусе парома. В 2000 году, несмотря на противодействие шведских властей, экспедиция немецкой тележурналистки Ютты Рабе, организованная на средства американского миллионера Грегга Бемиса (Gregg Bemis), осуществила погружение к останкам парома. По словам Бемиса, он видел у борта затонувшего судна гору песка, которая могла возникнуть из дыры в его корпусе, находившейся в этом месте. По словам инженера-судостроителя Андерса Бьёркмана (Anders Björkman), благодаря водонепроницаемым секциям паром должен был находиться на водной поверхности дольше, даже в случае, если бы визор был отделён. По его оценке, судно могло утонуть столь быстро только в том случае, если бы в его корпусе была пробоина ниже ватерлинии. Бьёркман считал, что, по всей вероятности, визор взорвали после затопления парома. Он также утверждал, что волны сами по себе не были причиной перегрузки креплений визора, и единственной их нагрузкой является тяжесть самого визора при его подъёме и опускании.
Ютта Рабе выступила с сенсационным видеоматериалом, на котором видны непонятные отверстия в корпусе судна под автомобильной палубой, которые многие независимые эксперты определили как вызванные взрывом. К тому же после осуществлённых водолазами погружений к парому Рабе утверждала, что в голове капитана была огнестрельная рана и вместе с ним на капитанском мостике находились люди в гражданской одежде.
Бемис отправил куски металла, отрезанные от корпуса парома "Эстония, для анализа в Юго-Западный научно-исследовательский институт в Сан-Антонио (штат Техас, США). В отчёте института было сказано, что в металле наблюдаются следы деформации двойникованием, а это, в свою очередь, указывает на ударную нагрузку — то есть, на эффект взрыва. Ютта Рабе отвезла образцы того же куска металла в Германию и передала их на исследование в Бранденбургскую государственную лабораторию, где проводятся необходимые для немецкой полиции анализы, и в исследовательский центр в Клаусталь-Целлерфельде. Обе лаборатории также обнаружили характерные особенности, соответствующие воздействию взрыва.
Четвёртый, последний анализ выполнил Федеральный институт исследования материалов в Берлине. Его специалисты не только изучили обломки парома, но и подвергли взрывной силе различными способами образцы свежего металла, из которого был сделал паром «Эстония». По их заключению, взрыва на пароме не было.
В ноябре 2002 года прокуратура Гамбурга завершила расследование причин крушения парома «Эстония» на основании материалов, представленных тележурналисткой Юттой Рабе. По словам немецких экспертов, версия Рабе о взрыве на борту парома не нашла подтверждения.
28 сентября 2020 года в эфире телеканала «Discovery» был показан документальный фильм «Эстония: находка, которая изменит всё», в котором указывается на то, что в корпусе парома действительно существует четырёхметровая пробоина, что даёт новые основания для развития данной версии.

### Намеренное открытие носового визора в море
Согласно этой версии, носовой визор парома и аппарель были открыты во время движения для того, чтобы столкнуть в море и затопить машину с грузом, прибытие которого в Швецию хотели предотвратить. Некоторые пассажиры предположительно слышали характерный звук гидравлики визора непосредственно перед крушением.

## Суд над шведскими журналистами
В 2020 году шведские журналисты Хенрик Эвертссон и Линус Андерссон, спустившиеся к останкам парома для видеосъёмок его корпуса и позже выпустившие документальный фильм «„Эстония“: находка, которая меняет всё», были привлечены к суду за нарушение закона о покое погибших. 8 февраля 2021 года суд первой инстанции в Гётеборге (Швеция) постановил, что журналист Хенрик Эвертссон и кинооператор Линус Андерссон невиновны в нарушении принятого в отношении места гибели парома «Эстония» закона о покое захоронения, так как они действовали на судне, которое ходит под флагом Германии. Однако в следующем году апелляционный суд принял решение о возобновлении дела против журналистов. Новое судебное заседание началось в Гётеборге 22 августа 2022 года.

## Увековечение памяти

### Памятники
Погибшим в катастрофе установлены памятники:
- 1995 год — на мысе Тахкуна на острове Хийумаа — памятник погибшим на пароме «Эстония» детям; автор Мати Кармин[эст.]. Памятник построен с таким расчётом, что, если ветер достигает той силы, которая была в ночь гибели парома «Эстония», начинает бить колокол[135];
- 1995 год — в посёлке Кадрина, рядом с церковным садом[136]. Расходы по установке памятника покрыла коммуна норвежской коммуны Трёгстад, куда в тот день направлялась делегация работников волостной управы[137];
- 1996 год — в Таллине, возле башни «Толстая Маргарита» — памятник  «Прерванная линия», авторы Виллу Яанисоо (Villu Jaanisoo) и Йорма Мукала (Jorma Mukala)[138];
- 1996 год — в Выру, на площади Семинари, возле церкви Святой Катарины, автор Мати Кармин. На памятнике изображены руки, ладони которых сложены для молитвы и просят, чтобы такого несчастья больше не повторилось. На другой стороне памятника список погибших, которые были родом из Выру[139];
- 1997 год — в Пярну, на правом берегу реки Пярну, автор Мати Кармин[140];
- 1999 год — на острове Сааремаа, на обрыве Ниназе (Тагаранна)[141];
- на Лесном кладбище города Вильянди[141];
- в Стокгольме, на острове Юргорден, недалеко от музея «Ваза»[141];
- 2019 год — 28 сентября, в 25-ю годовщину гибели парома «Эстония», в храме преподобного Сергия Радонежского в Палдиски была освящена мемориальная доска в память о погибших пассажирах и членах экипажа[142].

- Памятник погибшим на пароме «Эстония» детям, остров Хийумаа
- Мемориал в Таллине
- Памятник в городе Выру
- Памятник на острове Сааремаа
- Мемориал на острове Юргорден
- Памятник в Сёдермальме
- Памятный камень на острове Лидингё, Швеция
- Памятник погибшим пассажирам из деревни Раннамыйза

### Музыкальные произведения
- 1996 — в память о погибших в кораблекрушении эстонский композитор Вельо Тормис в 1996 году написал произведение для хора Incantatio maris aestuosi[эст.] («Заклятие штормового моря»)[141].
  - «Incantatio maris aestuosi» на YouTube
- 1997 — финский композитор Яакко Мянтюярви[англ.] написал посвящённую трагедии парома «Эстония» ораторию для смешанного хора а капелла Canticum Calamitatis Maritimae[англ.] («Песнь опустошённого моря»)[143].
  - «Canticum Calamitatis Maritimae» на YouTube
- 1997 — британская рок-группа «Marillion» записала песню «Estonia», которую посвятила погибшим пассажирам затонувшего парома. Песня вошла в альбом группы «This Strange Engine»[144].
  - Marillion - With Friends From The Orchestra - «Estonia» на YouTube
- 2018 — трагедии парома посвятил свою песню «Estonia» из альбома «Evil Deluxe» шведский певец Нильс Патрик Юханссон[145].
  - Песня «Estonia». Nils Patrick Johansson на YouTube

### Художественная литература
Преподаватель одного из американских колледжей, а позже пенсионер Хью Хамонд (Hugh Hammond) в память о двух погибших студентах, учившихся у него, когда он преподавал английский язык в эстонском университете, опубликовал в 2017 году художественную книгу «The Sinking of the Estonia: The CIA Knew» («Гибель Эстонии: справка ЦРУ»).

### Фильмография
- 2002 — на шведском телеканале «TV4» был показан трёхсерийный документальный фильм о гибели парома «Эстония» «Оборвавшаяся линия жизни»[швед.][148].
- 2003 — вышел художественный фильм «Балтийский шторм»[англ.], в котором Ютта Рабе выступила в качестве одного из авторов сценария. В фильме были использованы подводные съёмки, сделанные возле останков парома «Эстония», и в нём, в числе прочего, утверждается, что капитан Аво Пихт остался жив[149].
- 2005 — на российском телеканале Россия-1 был показан документальный фильм «Билет в один конец: Загадка гибели парома „Эстония“»[150].
- 2010 — на российском Пятом телеканале был показан документальный фильм из цикла «Живая история» — Гибель парома «Эстония»[151].
- 2013 — на российском телеканале «ТВ-3» был показан документальный фильм «Крушение парома „Эстония“» — «Катастрофы 20 века»[152].
- 2017 — на российском телеканале «Звезда» был показан документальный фильм Студии Сергея Медведева из цикла "«Загадки века» — «Гибель парома „Эстония“».
- 2020 — на российском телеканале «РЕН ТВ+» был показан документальный фильм из цикла «Улика из прошлого» — Последняя тайна парома «Эстония».
- 2020 — к годовщине катастрофы шведский филиал компании «Discovery Networks» выпустил пятисерийный документальный фильм «„Эстония“: находка, которая меняет всё»[153][154].
- 2023 — выпущен драматический сериал «Эстония» (сценарист Мийкко Ойкконен, Финляндия; режиссёр Монс Монссон, Швеция). Он стал одним из самых дорогих сериалов Скандинавии[155].

## Фотографии
- Фотографии парома «Estonia» на сайте Titanicnorden
- Фотографии парома «Estonia» («Viking Sally») на сайте Fakta om fartyg